# بانک نینگبو
بانک نینگبو (انگلیسی: Bank of Ningbo) شرکت خدمات مالی و بانکداری چینی است، که در سال ۱۹۹۷ تأسیس شد.